# لورا دوتسون
لورا دوتسون (بالإنجليزية: Laura Dotson)‏ هي دلالة أمريكية، ولدت في 13 مايو 1968.

## وصلات خارجية
- الموقع الرسمي